# Iarlúkovo

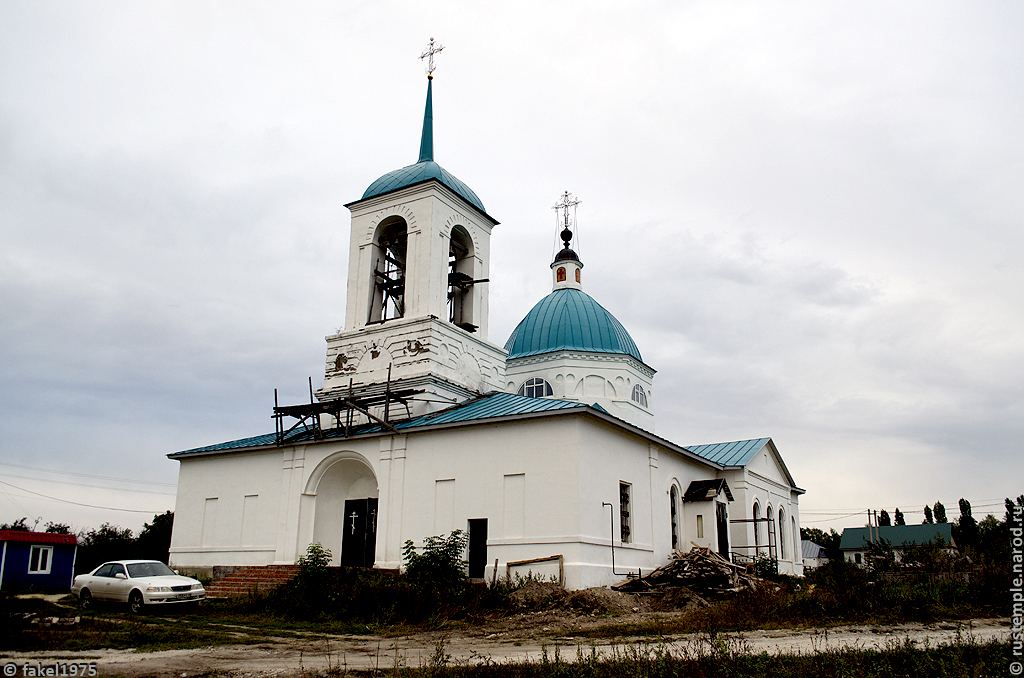
Fotografia de l'església.

Iarlúkovo (en rus: Ярлуково) és un poble de l'óblast de Lípetsk, a Rússia, que el 2013 tenia 1.934 habitants. Pertany al districte rural de Griazi.